# MySpace Records
MySpace Records es un sello discográfico que se inició en 2005. Es una subsidiaria propiedad de MySpace, y News Corporation, que opera como una empresa conjunta entre MySpace y Interscope Records. Es distribuido por Universal Music Group

MySpace Records está ubicada en Beverly Hills, California. El presidente es el cofundador de MySpace Tom Anderson.

## Artistas
- Corey Shaw
- Call The Cops
- Jordyn Taylor
- Kate Voegele
- Mateo
- Meiko
- Mickey Avalon
- Nico Vega
- Pennywise
- Polysics
- Sherwood
- Disco Curtis[3]

## Ex artistas
- Hollywood Undead
- Jeremy Greene
- Christina Milian
- deadmau5